# Grynost (maträtt)
Grynost, gomme eller gömm (gôm) är en osträtt som kokas på opastöriserad mjölk från kor. Förutom mjölk ingår ostlöpe, socker, kanel och sellekjuke (en ticka som växer på sälgar och som ger grynosten dess karakteristiska smak). Ibland tillsätts även grädde. I norra Jämtland kallas grynost för slarvost och i Västernorrland pank.
I Jämtland och Härjedalen är grynost / gôm en festrätt som mestadels serveras vid högtider. Förr i tiden gav heimbuføringa  (hemflyttningen från fäbodarna) ett särskilt tillfälle att festa på grynost. Detta tillfälle ansågs av en del som en större högtid än jul.
I Norge finns numera gomme att köpa i burkförpackningar och då i olika varianter som exempelvis mølsgomme och namdalsgomme.